# گراهام آنتونی
گراهام آنتونی (انگلیسی: Graham Anthony؛ زادهٔ ۹ اوت ۱۹۷۵) بازیکن فوتبال اهل بریتانیا است.
از باشگاه‌هایی که در آن بازی کرده‌است می‌توان به باشگاه فوتبال وورکینگتون ای. اف. سی، باشگاه فوتبال سوئیندون تاون، باشگاه فوتبال بارو، باشگاه فوتبال شفیلد یونایتد، باشگاه فوتبال کارلایل یونایتد، و باشگاه فوتبال پلیموث آرگیل اشاره کرد.